# Sebastian Świderski
Sebastian Świderski (Skwierzyna, 26 giugno 1977) è un dirigente sportivo, allenatore di pallavolo ed ex pallavolista polacco.

## Carriera

### Giocatore
La carriera di Sebastian Świderski inizia nello Gorzowskie Towarzystwo Promujące Siatkówkę Gorzów Wielkopolski, dove rimane per cinque anni; in questo periodo riceve le prime convocazioni nella selezione juniores della nazionale della Polonia, conquistando due medaglie d'oro al campionato europeo di categoria del 1996 e al mondiale 1997, fino ad arrivare anche alla nazionale maggiore. Nella PlusLiga 1999-00 si trasferisce allo ZAKSA, dove vince quattro campionati polacchi e tre coppe nazionali.
Dal 2003-04 va a giocare in Italia, ingaggiato dal Perugia Volley, raggiungendo una finale dei play-off scudetto, la prima nella storia della società umbra; con la nazionale vince la medaglia d'argento al campionato mondiale maschile di pallavolo 2006. Dopo quattro anni passa all'Associazione Sportiva Volley Lube, dove vince due Coppe Italia e una Supercoppa italiana; partecipa inoltre all'Olimpiade di Pechino, chiusa al quinto posto.
Terminata l'esperienza con il club di Macerata Świderski torna in patria allo ZAKSA Kędzierzyn-Koźle, fino al ritiro avvenuto nel 2012: dopo l'annuncio della fine della sua attività agonistica diventa allenatore dell'Effector Kielce Świętokrzyska Siatkówka, impegnato nei quarti di finale dei play-off scudetto proprio contro la sua ex squadra.
Dopo questa breve parentesi diventa prima assistente e poi primo allenatore dello ZAKSA Kędzierzyn-Koźle, dove vince due Coppe di Polonia; il 25 marzo 2015 il club lo nomina direttore sportivo per la stagione 2015-16, annunciando la sua sostituzione in panchina con Ferdinando De Giorgi.

## Palmarès

### Giocatore
- Campionato polacco: 4

1999-00, 2000-01, 2001-02, 2002-03
- Coppa di Polonia: 3

1999-00, 2000-01, 2001-02
- Coppa Italia: 2

2007-08, 2008-09
- Supercoppa italiana: 1

2008

#### Nazionale (competizioni minori)
- Campionato europeo juniores 1996
- Campionato mondiale juniores 1997
- Memorial Hubert Wagner 2006

### Allenatore
- Coppa di Polonia: 2

2012-13, 2013-14

### Premi individuali
- 2000 - Miglior pallavolista polacco
- 2003 - European Champions League: Miglior giocatore della Final Four
- 2005 - Coppa Italia: MVP
- 2005 - Gazzetta dello Sport: Trofeo Gazzetta MVP della Regular Season del campionato italiano
- 2006 - Memorial Hubert Wagner: MVP
- 2008 - Giochi della XXIX Olimpiade: Miglior attaccante